# L'Ennemi dans l'ombre
L'Ennemi dans l'ombre («El enemigo en las sombras» en francés) es una película de 1960 dirigida por Charles Gérard y protagonizada por Roger Hanin.

## Argumento
En París, el agente secreto Georges Dandieu es encontrado asesinado en un garaje de Montmartre. El jefe del Servicio Secreto (Bernard Blier) sospecha que la misteriosa empresa criminal conocida como la «Organización» es responsable de este asesinato, ya que tiene documentos secretos que quiere vender a la potencia que haga la oferta más alta. Pero estos documentos no tienen valor sin el código de descifrado que posee el propio jefe del Servicio Secreto. Luego instruye a su mejor agente, Serge Cazals (Roger Hanin) para que investigue a la «Organización» para desenmascarar a su líder. Pero cuanto más avanza en su investigación, constantemente acosado por el enemigo, más se da cuenta Cazals de que va en círculos. ¿Le resultaría más familiar la «Organización» de lo que había imaginado?

## Reparto
- Roger Hanin: Serge Cazals.
- Bernard Blier: Jefe del Servicio Secreto.
- Estella Blain: Violaine.
- José Luis de Vilallonga: Georges Dandieu.
- Lise Delamare: Marquesa de Caulaincourt.
- Michel Vitold: Coronel Eric Urenbach.
- Fabienne Dali: La cantante.
- Lucie Daouphars (acreditada como «Lucky»).
- Jean Barthet: El modisto.
- Yves Barsacq: Gino Servantès.
- Geneviève Thénier: Amiga de Julien Papon.
- Roland Millet: Hombre de la rosaleda.
- Gérard Hoffmann: Director de la prisión de Baumettes.
- Luc Charpentier: Thierry Bertrand (acreditado como Jean-Luc Charpentier).
- Jacques Bézard: Agente que atrapó el teléfono de Cazals.
- Guy-Henry: Agente 34, asesino de Georges Dandieu.
- Claude Cerval: Nilpiker.
- Danielle Denis: Chica en el bar (sin acreditar).